# إبراهيم يسري (سفير)
إبراهيم يسري حسين عبد الرحمن (1930 - 2019)، هو دبلوماسي مصري، شغل منصب مساعد وزير الخارجية للقانون الدولى والمعاهدات الدولية. آخر مناصبه كان سفير مصر في الجزائر حتى تقاعد عام 1995. من موقعه في الإدارة القانونية كان له دور مشهود وراء الموقف الوطنى الذي عرفت به وزارة الخارجية وقتها، خاصة في معارضتها لإقامة قاعدة أمريكية في رأس بناس في منتصف الثمانينيات، ومعارضتها بعد ذلك لمرور سفن أمريكية نووية في قناة السويس (وإن كانت أوامر عليا قد سمحت بمرور السفن). وكان أيضا عضوا فاعلا في مفاوضات طابا. لذلك فعندما اشتغل بعدها بالمحاماة كان من الطبيعى أن تلجأ إليه كبريات الشركات الدولية. 

## النشأة
ولد في قرية السلامون، مركز ههيا، محافظة الشرقية.
كان والده عالم أزهري. بعد وفاة والده، تبرع بالأرض التي ورثها في نطاق مركز ههيا، لإقامة مدرستين، إعدادية وابتدائية، واحتفظ بجزء منها لنفقات تعليمه وأسرته. 
درس النقد الفني في جامعة كاليفورنيا (بركلي)، وتعلم الموسيقى الهندية، واللغة الهندوستانية. 

## عمله الدبلوماسي
عام 1963، عندما أطاح البعثيون بعبد الكريم قاسم، كان إبراهيم يسري يشغل منصب سكرتير ثاني في السفارة المصرية بالعراق، وأصدر وقتها عبد الناصر أوامره بأن من حق الدبلوماسيين العاملين بالسفارة الذين ذاقوا الويلات أيام الحكم الشيوعي أن يستريحوا، وأن ينقلوا إلى سفارة مصرية أخرى في أي مكان في العالم يختارونه، وأن يعوضوا عن الالتزامات التي تحملوها في شراء أثاث أو سيارة أو غيرها، وقرر إبراهيم يسري الإستمرار في منصبه.
بعد ذلك كان نُقل إلى السفارة المصرية في بوخارست، وعندما إعترفت رومانيا بقيام دولة إسرائيل، قطعت مصر علاقاتها الدبلوماسية معها، وكان ذلك قبل زيارة أنور السادات للقدس، ثم نُقل إلى السفارة المصرية بالهند، وعام 1989، رقي إلى رتبة سفير، وكان سفيراً لمصر في الجزائر، وفي العام نفسه، كانت مباراة كرة القدم الشهيرة مع مصر، والتي تأزمت إثرها العلاقات بين البلدين. وبجهوده الدبلوماسية لإنهاء الأزمة، قبلت الجزائر استضافة ثلاثة مباريات ودية بين منتخبها ومنتخب مصر القومي، وعندما طاف اللاعبون المصريون الملعب في أول مباراة وهم ملتحفون بالعلم الجزائري ونثروا الزهور على الجمهور. لكن السفير عاد مقصياً إلى وزارة الخارجية في منصب شرفي بلا عمل حتى أحيل إلى المعاش.

## وفاته
توفي إبراهيم يسري في القاهرة، يوم 10 يونيو 2019، بعد صراع مع المرض.

## آراؤه

### تصدير الغاز المصري لإسرائيل
أول دعوى شهيرة له كانت تلك التي أقامها ضد الحكومة لإلغاء الاتفاقية السرية لتوريد الغاز إلى إسرائيل. أثاره أن الغاز يباع لإسرائيل بأثمان باخسة، وأثاره أكثر أن خط أنبوب الغاز من العريش لعسقلان بطول ألف كيلومتر هو الخط الذي سار عليه ألوف الجنود المصريين واستشهدوا فيه، وأثاره أيضا أن نهب إسرائيل للغاز المصري سيمتد 17 سنة، وأثاره أن اتفاقية التصوير لم تعرض على مجلس الشعب. لاحقته التهديدات والتحقيقات بسبب الادعاءات الكيدية أنه يروج أخبارا كاذبة، لكنه صمد، والتف حوله أكثر من ألف متضامن في حملة «لا لتصدير الغاز»، سددوا عنه الغرامات المقررة، 16 ألف جنيه.. وأخيرا حكمت المحكمة الإدارية العليا برفع أسعار الغاز المصدر لإسرائيل، وتقنين كمياته بحيث يسد الاحتياجات المحلية أولا.

### الجدار العازل مع إسرائيل
هو، بيننا جميعا، الذي بادر برفع دعوى ضد إقامة السور الفولاذى وإغلاق معبر رفح سيصدر الحكم فيها يوم 29 يونيه، وهو الذي بادر بدعوى ضد إغلاق الشوارع المحيطة بمنزل السفير الإسرائيلي في المعادى والسفارة الأمريكية في جاردن سيتى.. عين له دائما ما تتعلق بفلسطين، أما العين الأخرى فترصد كل ما له علاقة بالبترول، ابتداء من دعوى سابقة ضد خصخصة الشركة المصرية العامة للبترول، وحتى الدعوى الأخيرة التي طلب فيها إلغاء التعاقد الذي أبرمته مصر في تكتم شديد مع شركة بريتش بتروليم لاحتكار أكبر حقول الغاز لمدة 20 عاما، وتحويل مصر إلى مستورد لثروتها الطبيعية بشروط مجحفة.. يومها ذهب ثلاثون منا معه إلى مجلس الدولة.. لمحت وراء سيارته سيارة أخرى بها شبان خشيت أنهم يضمرون به شرا فنبهته. ضحك.. «دول جماعتنا، شباب 6 أبريل. دائما ما يقولون لى إنهم يخشون أن يطالعوا في صحف الصباح خبرا عن حادث أليم (مدبر) يصيبنى في الطريق، لذلك قرروا حراستى رغما عني. كثيرا ما استطعت خداعهم، لكنهم علموا من أصدقاء أنى ذاهب اليوم إلى المحكمة فجاءوا».

### الغارات الإسرائيلية على غزة
تقدم إبراهيم يسري ببلاغ للنائب العام المصري يطلب فيه اعتقال نتنياهو عند زيارته لمصر لمسئوليته عن مقتل 1500 فلسطينى وإصابة الآلاف في هولوكوست غزة.

## دعاوى قانونية
أقام يسري الدعاوى التالية:
- دعوى منع تصدير الغاز لإسرائيل أو أي دولة بسعر بخس.
- دعوى بطلان التنازل عن جزيرتي تيران وصنافير.
- دعوى لاسترداد حقوق مصر في غاز البحر المتوسط.
- دعوى ضد اقامة سد النهضة.
- دعوى لفتح الشوارع المحيطة بمنزل السفير الإسرائيلي بالمعادي وحول السفارة الأمريكية بجاردن سيتي.
- دعوى للسماح بمسيرات المساعدة الإنسانية لغزة بالوصول إلى معبر رفح.

## مؤلفاته
- رجل وأربع نساء (رواية) ، وتدور الرواية حول ثورة 1952 والفترة الناصرية.

### مقالات
- الآن الآن وليس غداً
- لننقذ الثورة من بين فكى الدولة العميقة
- بطلان وانعدام اتفاقية السلام مع إسرائيل لا يخل بالتزاماتنا الدولية
- المحكمة الدستورية العليا.. المشكلة والحل
- لن نتجه لانتحار قومي
- التناول الشامل للأزمة الأخيرة مع إسرائيل
- وضع العدوان الإسرائيلى الأخير على السيادة المصرية باختراق الحدود.
- في المسألة الدستورية
- محاكمات جادة أم ترتيبات مظهرية
- قنبلة البرادعى تدخل مصر في مرحلة جديدة
- حان الوقت للتصدى لنفوذ لوبى الغاز وإخضاعه للقانون
- ملاحظات على بعض جوانب دعوى بطلان عقد مدينتى
- اللعب في كنف النظام
- هل يمكن تفكيك مصر...؟
- القارعة والطوارئ
- خبايا صفقة الغاز المشئومة لإسرائيل
- متى نتخطى حاجز اليأس؟

## حياته الشخصية
له ابنة، منى، وهي طبيبة متخصصة في علم نفس الأطفال، وثلاثة أبناء يعيشون في الولايات المتحدة.

## جوائز وتكريمات
- كرمه مركز إعداد القادة لإدارة الأعمال في القاهرة، المركز في بيان له يسرى بأنه "بطل معركة إيقاف تصدير الغاز لإسرائيل.[4]

## وصلات خارجية
- خاطب الشعب المصرى قائلاً: اصبر على بلواك: السفير إبراهيم يسرى: قضية الغاز مفتوحة[وصلة مكسورة]، اليوم السابع، 2 فبراير 2009
- المرشد العام يستقبل السفير إبراهيم يسري، إخوان أون لاين، 3 فبراير 2010
- قال إن خط أنابيب الغاز من العريش لعسقلان سار عليه شهداء مصر: إبراهيم يسرى: اتفاقية بيع الغاز لإسرائيل باطلة[وصلة مكسورة]، اليوم السابع، 31 أغسطس 2008
- السفير إبراهيم يسري: استمرار الضغوط على سوريا لدخول النادي الأمريكي، الإسلام اليوم، 5 مايو 2007